# NGC 4136
NGC 4136 (другие обозначения — UGC 7134, MCG 5-29-25, ZWG 158.34, KUG 1206+302, IRAS12067+3012, PGC 38618) — спиральная галактика с перемычкой (SBc) в созвездии Волосы Вероники.
Спиральный узор анемичен и наблюдается в достаточно плотном звездном диске.. Возможно галактика является переходным звеном от спиральных к линзовидным галактикам
Этот объект входит в число перечисленных в оригинальной редакции «Нового общего каталога».
В галактике обнаружен ультраяркий рентгеновский источник.
В галактике вспыхнула сверхновая SN 1941C. Её пиковая видимая звёздная величина составила 16,8.